# Louis Heim
Louis "Lou" Heim (Saint Louis, Missouri, 30 d'agost de 1874 – Saint Louis, 21 d'abril de 1954) va ser un remer estatunidenc que va competir a primers del segle xx.
El 1904 va prendre part en els Jocs Olímpics de Saint Louis, on va guanyar la medalla de bronze en la prova de quatre sense timoner del programa de rem, formant equip amb Gustav Voerg, John Freitag, Frank Dummerth.